# Hemiphractus kaylockae
Hemiphractus kaylockae is een kikker uit de familie Hemiphractidae. Deze soort komt voor in Panama.

## Wetenschappelijke beschrijving
Hemiphractus kaylockae werd in 2018 beschreven. Voorheen werden de gehoornde buidelkikkers uit Panama tot Hemiphractus fasciatus gerekend. Moleculair onderzoek en onderscheidende kenmerken van met name de schedel leidden er toe dat de Panamese populaties werden afgesplitst van Hemiphractus fasciatus en als drie nieuwe soorten werden beschouwd. Naast Hemiphractus kaylockae zijn dit H. panamensis en H. elioti. De drie soorten leven in gescheiden gebieden in het hoogland. Hemiphractus kaylockae is vernoemd naar Julia Kaylock, een collega en vriendin van de auteurs die betrokken was bij projecten in gevangenschap voor bedreigde Panamese amfibieën. Kaylock overleed op 28-jarige leeftijd aan de gevolgen van diabetes mellitus type 1.

## Verspreiding
Het verspreidingsgebied van Hemiphractus kaylockae omvat de Serranía de Pirre in de oostelijke provincie Darién. De soort leeft in regenwouden en nevelwouden tussen 900 en 1.550 meter boven zeeniveau.

## Kenmerken
Hemiphractus kaylockae heeft als voornaamste kenmerk een driehoekig gevormde "helm" op de kop. De rug is beige van kleur met donkere markeringen. Mannetjes worden tot 48 tot 56 millimeter groot en vrouwelijke kikkers worden 33 tot 66 millimeter groot.

## Leefwijze
Hemiphractus kaylockae is nachtactief. De kikker leeft op de bosbodem en in vegetatie tot op ongeveer een meter van de grond. Het vrouwtje draagt de eieren en pas uitgekomen op de rug op haar rug. Een buidel zoals bij verwanten ontbreekt. Indien het dier wordt aangevallen, bijt het ter verdediging.